# Xã Kennedy, Quận Hettinger, Bắc Dakota
Xã Kennedy (tiếng Anh: Kennedy Township) là một xã thuộc quận Hettinger, tiểu bang Bắc Dakota, Hoa Kỳ. Năm 2010, dân số của xã này là 33 người.